# Giancarlo Esposti
Giancarlo Esposti (Lodi, 11 giugno 1949 – Altopiano di Rascino, 30 maggio 1974) è stato un terrorista italiano, estremista di destra, membro delle Squadre d'Azione Mussolini.

## Biografia
Figlio del titolare di una concessionaria FIAT di Lodi. Simpatizzante dei movimenti eversivi di estrema destra, che non si riconoscevano più nei disciolti Ordine Nuovo ed Avanguardia Nazionale, da giovanissimo entrò in contatto con altri estremisti come Gianni Nardi e Carlo Fumagalli.
Più volte arrestato per possesso di armi ed esplosivi sin dalla seconda metà degli anni Sessanta, fu arrestato e quindi incarcerato il 15 febbraio 1972, dopo aver partecipato a una serie di attentati dinamitardi organizzati dalle Squadre d'Azione Mussolini di cui uno distrusse la tipografia dell'Unità, uno la lapide per i partigiani in Loggia dei Mercanti e uno il monumento ai fucilati di Piazzale Loreto a Milano.
In occasione del suo arresto, fu trovato in possesso della chiave di una cassetta del deposito bagagli della Stazione Centrale di Milano, dentro cui furono trovati 4 chili di dinamite e miccia a rapida combustione. In carcere fece conoscenza con Franco Freda. L'anno dopo, uscito dal carcere, conosce il politico Giorgio Pisanò e l'editore Claudio Mutti.
A partire dal febbraio 1974, confermata la condanna definitiva per i fatti delle Squadre d'Azione Mussolini, Esposti si diede alla latitanza assieme ai camerati Alessandro D'Intino, Umberto Vivirito e Alessandro Danieletti. I quattro neofascisti, a bordo di un fuoristrada, partirono da Milano diretti verso la montagna reatina, e dopo varie peregrinazioni si accamparono presso l' Altopiano di Rascino fra l'Abruzzo ed il Lazio, luogo dove poi fu ritrovato un gran numero di armi e esplosivi. In questo periodo secondo alcune testimonianze entra in contatto anche con Franco Picchiotti, all'epoca comandante dell'Arma di Roma, da poco entrato nella loggia P2.
In seguito alla strage di piazza della Loggia, un identikit sembrò indicare l'attentatore in un uomo con le fattezze di Esposti; non poteva però trattarsi di lui, dato che si era fatto crescere la barba. Due giorni dopo, in seguito a una segnalazione, un gruppo di carabinieri controllò la tenda in cui Esposti e gli altri latitanti erano accampati. Esposti tentò di fuggire aprendo il fuoco per primo sui carabinieri, ma fu colpito con un colpo di pistola dal maresciallo dei carabinieri Antonio Filippi. Data l'appartenenza di Antonio Filippi al Sid, e i rapporti che Giancarlo Esposti aveva in passato avuto con i servizi italiani (in una nota del 1971 Gianadelio Maletti aveva invitato a servirsi del suo operato), si è ipotizzato che l'arrivo dei carabinieri al rifugio di Esposti e degli altri neofascisti non fosse stato accidentale ma una sortita a colpo sicuro, e che quello in cui Esposti fu ucciso non fosse un semplice campo paramilitare ma una base per un progettato colpo di Stato da venir attuato dopo il 12 maggio 1974, giorno del Referendum sul divorzio. Il deputato del Movimento Sociale Sandro Saccucci in un'intervista rilasciata nel 1976 al quotidiano La Repubblica suggellò l'ipotesi. Dalle testimonianze dei suoi complici emerse inoltre che Esposti aveva progettato di assassinare il presidente della Repubblica Giovanni Leone durante la parata del 2 giugno, in collegamento col previsto piano di golpe.